# Rhynchotechum formosanum
Rhynchotechum formosanum är en tvåhjärtbladig växtart som beskrevs av Sumihiko Hatusima. Rhynchotechum formosanum ingår i släktet Rhynchotechum och familjen Gesneriaceae. Inga underarter finns listade i Catalogue of Life.